# إبراهيم المطوع
إبراهيم طاهر حجي عبد الله المطوع (1925 - 29 اكتوبر 1998) مواليد دولة الكويت ، نائب سابق شارك في انتخابات مجلس الامة الكويتي في فصله التشريعي الثاني عام 1967 عن الدائرة السابعة - (الدسمة) - وجاء بالمركز الرابع وحصل علي (855) صوت ونجح بالانتخابات، وهو والد النائب السابق عدنان المطوع.

## انتخابات مجلس الأمة
| الانتخابات    | الدائرة الانتخابية | المركز            | عدد الأصوات | النتيجة |
| ------------- | ------------------ | ----------------- | ----------- | ------- |
| انتخابات 1963 | الدائرة الاولي     | المركز الخامس عشر | 338 صوت     | خسر     |
| انتخابات 1967 | الدائرة السابعة    | المركز الرابع     | 855 صوت     | فاز     |
| انتخابات 1971 | الدائرة السابعة    | المركز التاسع     | 681 صوت     | خسر     |
| انتخابات 1975 | الدائرة السابعة    | المركز الثامن عشر | 251 صوت     | خسر     |